# 卍 (映画)
『卍（まんじ）』 は、1928年に発表された谷崎潤一郎の同名小説『卍』を原作とした日本映画。
女性同士の同性愛をテーマとした作品で、これまで何度もリメイクされている。
- 1964年7月25日公開[1]、増村保造監督、若尾文子と岸田今日子の主演。
- 1983年2月12日公開[2]、横山博人監督、樋口可南子と高瀬春奈の主演。
- 1998年3月6日公開、服部光則監督、坂上香織と真弓倫子の主演。
- 2006年3月25日公開[3]、井口昇監督、秋桜子と不二子の主演。
- 2023年9月9日公開、井土紀州監督、新藤まなみと小原徳子の主演[4][5]。
- 2024年5月24日公開[6]、『卍 リバース』、宝来忠昭監督、鈴木志遠と門間航の主演。

## ストーリー
ふとしたことから人妻・園子が、若く美しい娘・光子と出会う。小悪魔のような光子に次第に魅了されて、やがて熱い同性愛関係に嵌まり込んでいく。しかも妻とのノーマルな愛の生活を望む園子の夫・剛までが、女2人の関係にひきこまれて、異常なセックスのるつぼにのめりこんでいく。レズビアンに始まって、文字通り卍（まんじ）がらみの官能関係に発展、3人の男女は破滅と背中合わせで身を焦がし続ける。

## 1964年版

### キャスト（1964年版）
徳光光子
演 - 若尾文子
織物会社の社長令嬢。美術学校の洋画コースで絵を習っている。園子と親しくなり、彼女を『姉ちゃん』、孝太郎を『パパさん』と呼び始める。普段はモダンな服を好んで着ている。小悪魔的な性格で時に子猫のように園子に甘え時に彼女の心を試すように接する。
柿内園子
演 - 岸田今日子
人妻。光子と同じ美術学校の日本画コースで絵を習っている。いつも和装姿なため一見古風な女性らしい雰囲気を持っているが、意外と感情的になりやすい性格で激しい情念を持つ。口達者で喋りが上手い。綺麗な物を観るのが好き。美術学校で光子と出会ってすぐに魅力に惹かれ、のめり込んでいく。
柿内孝太郎
演 - 船越英二
園子の夫。1年前に大阪に弁護士事務所を構えるが、それまでは園子の実家に夫婦で身を寄せていた。園子と光子の関係を友達以上の関係ではないかと疑う。夫としては少々頼りない性格で、夫婦生活は園子に押され気味。
綿貫栄次郎
演 - 川津祐介
光子に好意を寄せる男性。なかなか頭の冴える人物で行動力も備わっており、周りの人に取り入るのが上手い。また、やたらと約束や証書などにこだわる性格で、光子と親しくする園子とある誓約書を交わす。
校長
演 - 山茶花究
女子美術院の校長。光子と園子が通う美術学校。ある時、楊柳観音の格好をした女性モデルを描いた園子の絵について、「絵はそこそこ上手いが顔が似ていない」と批評する。
梅子
演 - 村田扶実子
光子の女中。50代ぐらいの女性。光子がちょっとしたトラブルを起こしたため、園子に会って助けてもらう。
清子
演 - 南雲鏡子
柿内家の家政婦。
春子
演 - 響令子
旅館の仲居。後に園子と光子が時々利用するようになり、顔見知りとなる。
先生
演 - 三津田健
何の先生かは不明だが、園子が親しくしている先生。本作は、園子が以前経験した出来事を自身に語る現在のシーンと出来事の詳細(回想シーン)が交互に描かれる、という演出が取られている。

### スタッフ（1964年版）
- 監督：増村保造
- 脚本：新藤兼人
- 音楽：山内正
- 配給：大映
- 上映時間：90分

## 1983年版

### あらすじ（1983年版）
出来心で万引きをした主婦・柿内園子は、若い女性・志藤光子に目撃されたことに気づき、彼女の自宅マンションに押しかけて口外しないように懇願する。この出会いがきっかけで、光子と園子は急接近して同性愛関係となり、光子の部屋で愛し合うようになる。園子は夫に内緒で光子と2人で旅行に出かけ、とある霊園で比翼塚（心中などで愛し合った男女などが埋葬される墓）を見た後、一緒に墓に入ることを約束する。
数日後、刑事である園子の夫・剛は、「妻が男と不倫している」と疑い、非番の日に妻を尾行すると光子の自宅マンションに入っていくのを見つける。園子は光子との同性愛関係を剛に打ち明け、夫の頼みで離婚しない代わりに彼女との関係を続けることを許してもらう。剛に気兼ねなく会えることになった園子は、ある日光子を自宅に泊めるとそのまま3人で暮らし始める。数か月が経ち、以前剛が描いた“ハンガーのある部屋”の絵に光子が興味を持ち、2人で絵のモデルとなった廃アパートの一室に行くが、そこで男女の関係を持ってしまう。
数日後、園子が光子と2人だけで会いたくなったため、光子は先日行った廃アパートを「私が上京後に初めて住んだ部屋」と偽り、2人で訪れて室内で体を重ねる。しかし窓の外を見た園子は、過去に“ハンガーのある部屋”の絵の説明で聞いた景色と同じだと気づき、夫と彼女が体の関係を持ったのではと疑う。帰宅後、園子は自宅で取り調べごっこをすると言い出し、光子と剛の3人で互いに刑事と容疑者に扮しながら、それまで抑えていた気持ちや性生活を赤裸々に語り合う。

### キャスト（1983年版）
志藤光子（しどう）
演 - 樋口可南子
兵庫県芦屋市出身で関西弁を話す。東京のリサーチ会社でアルバイト勤務中。思ったことを率直に言うサバサバした性格だが、面倒くさがり屋で煩わしいことは苦手。バイク愛好者。
柿内園子
演 - 高瀬春奈
主婦。光子から『姉ちゃん』と呼ばれている。落ち着いた性格で品のある話し方をしているが、祥子によると「昔から要領悪いところがある」と評されている。光子と会って胸の内に激しい情念を燃やし始める。刑事の剛と夫婦2人で警察官官舎で暮らしている。
柿内剛（たけし）
演 - 原田芳雄
園子の夫で刑事。園子と夫婦になって10年経つが、性交の際は妻から避妊具を着けるよう要求されることに不満を持つ。職業柄声が大きく激情家だが、根は生真面目かつ保身的で押しに弱い。警視総監賞などの賞歴が多く、警察官として優秀。趣味は非番の時に油絵を描くこと。
法月
演 - 鹿内孝
祥子の同棲相手。ある日祥子の自宅に泊まることになった園子の寝込みを襲おうとする。
巡査
演 - 高月忠
光子のマンションがある地域をパトロールする警察官。剛に頼まれてマンション管理人から光子の人となりや生活ぶりを調査する。
尾崎祥子
演 - 中島ゆたか
園子の昔からの友人。未婚だが妊娠6か月で、その後1児の母となる。園子から光子との関係を知らされ、2人の関係を見守るようになる。
志藤千草
演 - 小山明子
光子の母。現在は独身で、新聞販売店を営む。惚れやすいタイプらしく何人かの男性と色恋沙汰があり、自身もその性分を嘆いている。優柔不断で異性関係にだらしがない性格。実家から東京で暮らす光子に会いに来る。
ハーレーダヴィッドソンの男
演 - 梅宮辰夫
サイドカー付きのハーレーを愛用している。ある時、バイクが趣味の光子に出会い、自身のバイクを褒められる。

### スタッフ（1983年版）
- 監督：横山博人
- 脚本：馬場当
- 音楽：林光
- 企画：伊藤俊也、中西宏
- プロデューサー：呉徳洙、古知屋正裕
- 撮影：中島徹
  - 撮影助手：田中一成、笠松則通
- 照明：川崎保之丞
  - 照明助手：本田純一、大坂章夫、清野俊博
- 録音：本田孜
  - 録音助手：本多善衛、三沢武徳
- 美術：平賀俊一
  - 美術助手：小澤秀高
- 編集：浦岡敬一
  - 編集助手：津本悦子、吉岡聡
- 記録：石田芳子
- 助監督：天間敏広
  - 監督助手：中村洋二郎、渡辺千明
- 音響効果：原尚
- 製作主任：高橋文雄
- 製作進行：大崎裕伸
- 製作協力：OH企画
- 現像：東映化学
- 配給：東映セントラルフィルム
- 上映時間：103分

#### ビデオ発売
- 東映ビデオより、税抜き12,960円で発売されていた[7]。

## 1998年版

### キャスト（1998年版）
- 園子：坂上香織
- 光子：真弓倫子
- 嶋大輔
- 原知佐子
- 平泉成

### スタッフ（1998年版）
- 監督：服部光則
- 脚本：みやもとじゅん
- 配給：ギャガ・コミュニケーションズ
- 企画：山地 浩、円谷 粲
- プロデューサー：千葉善紀、板谷健一、長澤克明、岡川晃基
- 音楽：村上竜二
- 撮影：西久保維宏
- 題字：実相寺昭雄
- 制作：円谷映像株式会社
- 製作：GAGA PRODUCTIONS
- 上映時間：80分

## 2006年版

### キャスト（2006年版）
- 志藤光子：不二子
- 柿内園子：秋桜子
- 綿貫栄次郎：荒川良々
- 柿内謙二：野村宏伸
- 吉村実子
- 内野智
- 小池栄
- 柴田奈々
- 若松恵奈
- 木村梨奈
- 日高ゆりあ

### スタッフ（2006年版）
- 監督・脚本：井口昇
- 音楽：清水真理
- 配給：アートポート
- 上映時間：81分

## 2023年版

### キャスト（2023年版）
- 光子：新藤まなみ
- 園子：小原徳子（旧芸名：木嶋のり子）
- 孝太郎：大西信満
- エイジ：黒住尚生
- ：明石ゆめか
- ：ぶっちゃあ
- ：仁科亜季子

### スタッフ（2023年版）
- 監督：井土紀州
- 脚本：小谷香織
- 企画：利倉亮 / 郷龍二
- プロデューサー：江尻健司 / 北内健
- アシスタントプロデューサー：竹内宏子
- 撮影：田宮健彦
- 照明：金城和樹
- 録音：山口勉
- 美術：中谷暢宏
- 編集：桐畑寛
- 助監督：森山茂雄
- 制作担当：山地曻 / 山田剛史
- メイク：五十嵐千聖
- スタイリスト：大平みゆき
- スチール：阿部拓朗
- 音楽：宇波拓
- 整音・音響効果：藤本淳
- キャスティング協力：関根浩⼀ / 北野裕子
- 営業統括：堤亜希彦
- 制作：レジェンド・ピクチャーズ
- 配給協力：マグネタイズ

## 書籍
- 谷崎潤一郎「卍」 （新潮社） ISBN 4101005087
- 東映セントラルフィルム株式会社 企画、馬場当 脚本『卍(まんじ)』本郷出版社、1983年3月25日。